# Henri-François-Marie-Pierre Derouet
Henri-François-Marie-Pierre Derouet (* 28. November 1922 in Loiré; † 4. Juni 2004) war Bischof von Arras.

## Leben
Henri-François-Marie-Pierre Derouet empfing am 26. Juni 1948 die Priesterweihe.
Papst Paul VI. ernannte ihn am 21. Oktober 1970 zum Koadjutorbischof von Sées und Titularbischof von Obbi. Der Bischof von Angers, Henri-Louis-Marie Mazerat, spendete ihm am 6. Dezember desselben Jahres die Bischofsweihe; Mitkonsekratoren waren André-Jean-Baptiste Pioger, Bischof von Sées, und Guy-Marie Riobé, Bischof von Orléans. Er ernannte Weihbischof Jules Harlé zu seinem Generalvikar.
Nach der Emeritierung André-Jean-Baptiste Piogers folgte er ihm am 24. Juli 1971 als Bischof von Sées nach. Papst Johannes Paul II. ernannte ihn am 10. Oktober 1985 zum Bischof von Arras. Am 12. August 1998 nahm Johannes Paul II. seinen altersbedingten Rücktritt an.